# Щетиновка (Рязанская область)
Щетиновка (ранее Щетининская слобода) — село в Михайловском районе Рязанской области России. Административный центр Щетининского сельского поселения. Находится в пригородной зоне города Михайлов, районного центра.

## География
Село расположено между Московской железной дорогой (участок Ожерелье — Павелец) и федеральной трассой Р132Калуга — Тула — Михайлов — Рязань. 
Недалеко от села протекает р. Проня.

## История
В 1859 году в селе была церковь, училище и мельница.
Село относилось к 1-му стану Михайловского уезда и здесь располагалась становая квартира.

## Население
| 1859 | 1859  | 1906  | 2010  |
| ---- | ----- | ----- | ----- |
| 1678 | →1678 | ↗2066 | ↘1456 |

## Известные уроженцы
- Зайцев, Иван Фёдорович (1913—1981) — Герой Советского Союза.

## Инфраструктура
В селе расположены:
- школа - Щетининский филиал Муниципального общеобразовательного учреждения "Михайловская средняя общеобразовательная школа №1" Муниципального образования - Михайловский муниципальный район,
- дом культуры,
- магазины,
- сельскохозяйственные предприятия,
- детские площадки.